# 12897 Бужере
12897 Бужере (12897 Bougeret) — астероїд головного поясу, відкритий 13 вересня 1998 року.
Тіссеранів параметр щодо Юпітера — 3,644.